# Europsko prvenstvo u košarci za igrače do 18 godina
FIBA U18 EuroBasket je novi naziv za FIBA U18 Europsko prvenstvo, izvorno poznato kao FIBA Europsko prvenstvo za juniore. To je muško omladinsko košarkaško natjecanje koje je prvi put održano 1964. godine . Održavao se bijenalno do prvenstva 2002 . Od prvenstva 2004. održava se svake godine. Služi kao kvalifikacijski turnir za FIBA Svjetsko prvenstvo do 19 godina, za regiju FIBA Europa . Aktualni prvak je Njemačka.

## Prvenstva
| Godina | Domaćin                                | Zlato              | Srebro      | Bronca         |
| ------ | -------------------------------------- | ------------------ | ----------- | -------------- |
| 2020.  | (domaćin prvenstva Turska)             |                    |             |                |
| 2019.  | (domaćin prvenstva Grčka)              | Španjolska         | Turska      | Slovenija      |
| 2018.  | (domaćin prvenstva Latvija)            | Srbija             | Latvija     | Francuska      |
| 2017.  | (domaćin prvenstva Slovačka)           | Srbija             | Španjolska  | Litva          |
| 2016.  | (domaćin prvenstva Turska)             | Francuska          | Litva       | Italija        |
| 2015.  | (domaćin prvenstva Grčka)              | Grčka              | Turska      | Litva          |
| 2014.  | (domaćin prvenstva Turska)             | Turska             | Srbija      | Hrvatska       |
| 2013.  | (domaćin prvenstva Latvija)            | Turska             | Hrvatska    | Španjolska     |
| 2012.  | (domaćin prvenstva Litva i Latvija)    | Hrvatska           | Litva       | Srbija         |
| 2011.  | (domaćin prvenstva Poljska)            | Španjolska         | Srbija      | Turska         |
| 2010.  | (domaćin prvenstva Litva)              | Litva              | Rusija      | Latvija        |
| 2009.  | (domaćin prvenstva Francuska)          | Srbija             | Francuska   | Turska         |
| 2008.  | (domaćin prvenstva Grčka)              | Grčka              | Litva       | Hrvatska       |
| 2007.  | (domaćin prvenstva Španjolska)         | Srbija             | Grčka       | Latvija        |
| 2006.  | (domaćin prvenstva Grčka)              | Francuska          | Litva       | Španjolska     |
| 2005.  | (domaćin prvenstva Srbija i Crna Gora) | Srbija i Crna Gora | Turska      | Italija        |
| 2004.  | (domaćin prvenstva Španjolska)         | Španjolska         | Turska      | Francuska      |
| 2002.  | (domaćin prvenstva Njemačka)           | Hrvatska           | Slovenija   | Grčka          |
| 2000.  | (domaćin prvenstva Hrvatska)           | Francuska          | Hrvatska    | Grčka          |
| 1998.  | (domaćin prvenstva Bugarska)           | Španjolska         | Hrvatska    | Grčka          |
| 1996.  | (domaćin prvenstva Belgija)            | Hrvatska           | Francuska   | SR Jugoslavija |
| 1994.  | (domaćin prvenstva Izrael)             | Litva              | Hrvatska    | Španjolska     |
| 1992.  | (domaćin prvenstva Mađarska)           | Francuska          | Italija     | ZND            |
| 1990.  | (domaćin prvenstva Nizozemska)         | Italija            | SSSR        | Španjolska     |
| 1988.  | (domaćin prvenstva Jugoslavija)        | Jugoslavija        | Italija     | Čehoslovačka   |
| 1986.  | (domaćin prvenstva Austrija)           | Jugoslavija        | SSSR        | Italija        |
| 1984.  | (domaćin prvenstva Švedska)            | SSSR               | Italija     | Jugoslavija    |
| 1982.  | (domaćin prvenstva Bugarska)           | SSSR               | Jugoslavija | Bugarska       |
| 1980.  | (domaćin prvenstva Jugoslavija)        | SSSR               | Jugoslavija | Bugarska       |
| 1978.  | (domaćin prvenstva Italija)            | SSSR               | Španjolska  | Jugoslavija    |
| 1976.  | (domaćin prvenstva Španjolska)         | Jugoslavija        | SSSR        | Španjolska     |
| 1974.  | (domaćin prvenstva Francuska)          | Jugoslavija        | Španjolska  | Italija        |
| 1972.  | (domaćin prvenstva Jugoslavija)        | Jugoslavija        | Italija     | SSSR           |
| 1970.  | (domaćin prvenstva Grčka)              | SSSR               | Grčka       | Italija        |
| 1968.  | (domaćin prvenstva Španjolska)         | SSSR               | Jugoslavija | Italija        |
| 1966.  | (domaćin prvenstva Italija)            | SSSR               | Jugoslavija | Italija        |
| 1964.  | (domaćin prvenstva Italija)            | SSSR               | Francuska   | Italija        |